# Goedange
Goedange (luxembourgeois: Géidgen, allemand: Goedingen) est une section de la commune luxembourgeoise de Troisvierges située dans le canton de Clervaux.